# سیمون دالامانو
سیمون دالامانو (انگلیسی: Simone Dallamano؛ زادهٔ ۲۵ نوامبر ۱۹۸۳) بازیکن فوتبال اهل ایتالیا است.
از باشگاه‌هایی که در آن بازی کرده‌است می‌توان به باشگاه فوتبال آ. ث. لومتزانه، باشگاه فوتبال برشا، و باشگاه فوتبال چزنا اشاره کرد.
وی همچنین در تیم ملی فوتبال زیر ۲۱ سال ایتالیا بازی کرده‌است.